# Tania Cagnotto
Tania Cagnotto, född 15 maj 1985 i Bolzano, är en italiensk simhoppare. Hon är den första kvinnliga italienska simhoppare att vinna en VM-medalj.
Cagnotto föddes i Bolzano i norra Italien. Båda hennes föräldrar är före detta simhoppare. Hennes far Giorgio Cagnotto vann fyra olympiska medaljer under 1970- och 1980-talen och hennes mor Carmen Casteiner har också varit verksam inom sporten.
Hon vann sin första medalj vid 14 års ålder och har sedan dess vunnit ett flertal andra mästerskap i både Europa och USA.
Vid olympiska sommarspelen 2016 i Rio de Janeiro tog hon brons i den individuella svikten och silver i parhoppningen.